# كريس كرانستون
كريس كرانستون (بالإنجليزية: Chris Cranston)‏ هي بلاي ميت وممثلة أمريكية، ولدت في 14 سبتمبر 1946 في سانتا مونيكا في الولايات المتحدة.

## وصلات خارجية
- كريس كرانستون على موقع IMDb (الإنجليزية)